# میل یک زن
میلِ یک زن (ایتالیایی: Voglia di donna) یک فیلم کمدی سکسی سبک ایتالیایی به کارگردانی فرانکو بوتاری است که در سال ۱۹۷۸ منتشر شد.

## گزیدهٔ بازیگران
- لورا خمسر
- ایلونا استالر
- رینا نیهاوس
- جانی کاوینا
- کارلو جوفره
- گابریله تینتی
- لوچانو سالچه
- آرماندو برانچا